# Heinrich Obersteiner

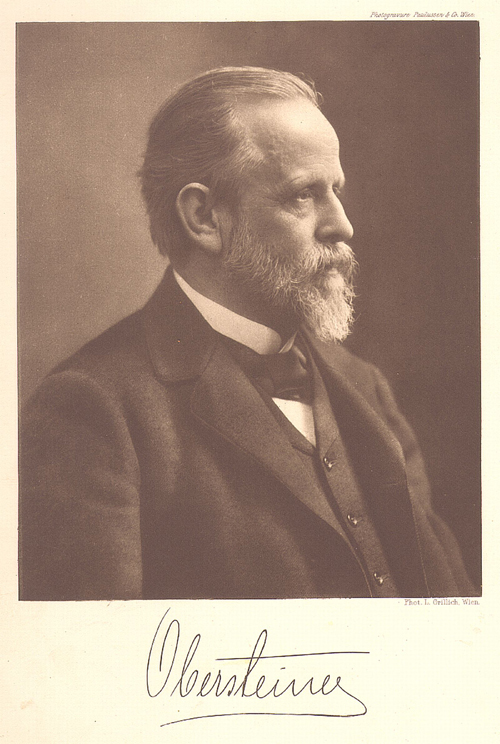
Heinrich Obersteiner

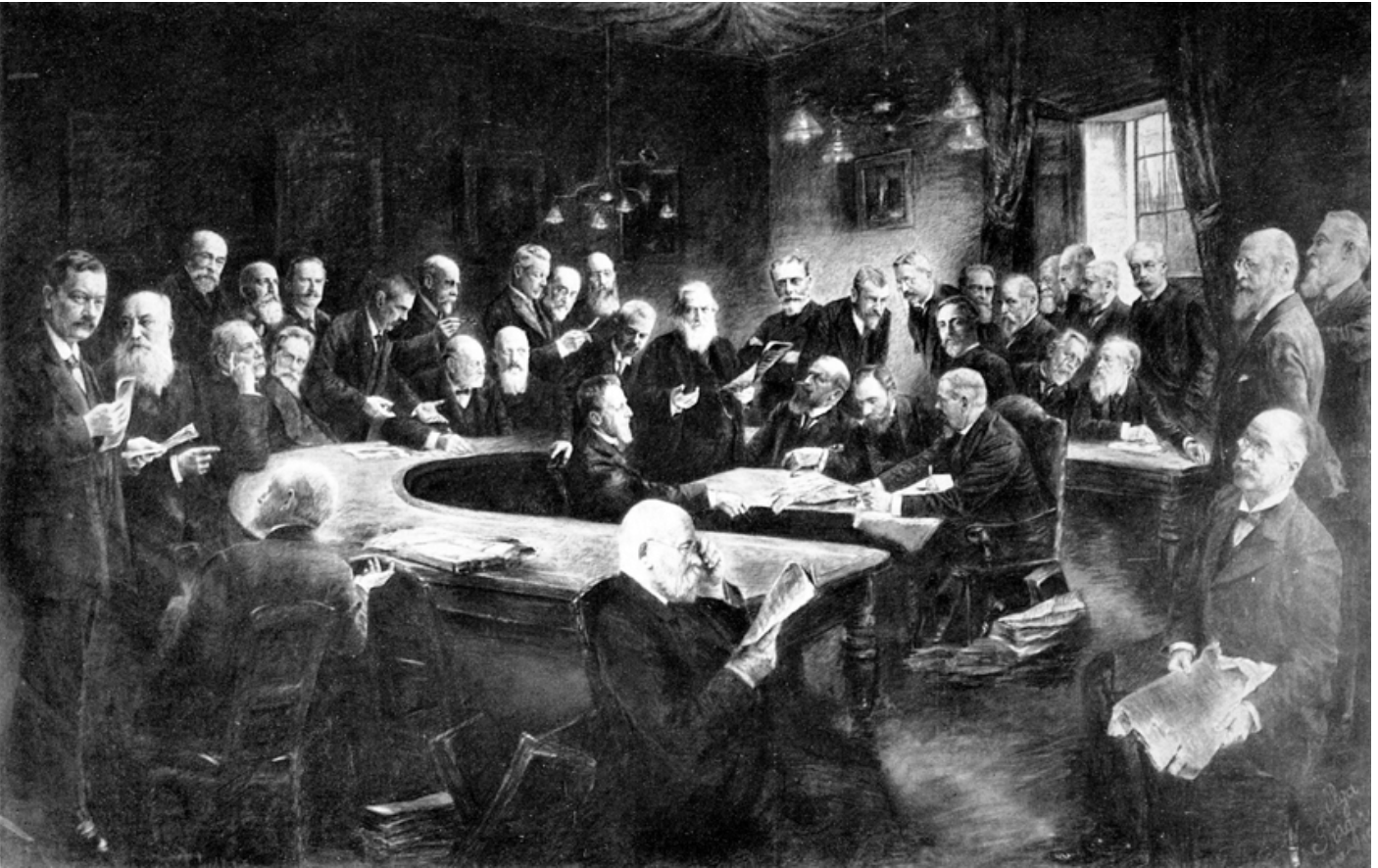
Das Professorenkollegium der medizinischen Universität Wien, Kreidezeichnung von Olga Prager, Wien 1908–1910. Im Dekanatszimmer der medizinischen Fakultät der Universität Wien. Edmund von Neusser, Siegmund Exner-Ewarten, Isidor Schnabel, Ferdinand Hochstetter, Alfons Edler von Rosthorn, Anton Weichselbaum, Leopold Schrötter von Kristelli, Heinrich Obersteiner, Julius Wagner-Jauregg, Viktor von Ebner-Rofenstein, Carl Toldt, Gustav Riehl, Ottokar von Chiari, Anton von Frisch, Ernst Fuchs, Anton Freiherr von Eiselberg, Hans Horst Meyer, Ernst Ludwig, Rudolf Chrobak, Theodor Escherich, Alexander Kolisko, Julius von Hochenegg, Arthur Schattenfroh, Carl von Noorden, Emil Zuckerkandl, Richard Paltauf, Gustav Gärtner, Leopold Oser, Josef Moeller, Alois Monti, Julius Mauthner, Viktor Urbantschitsch, August Leopold von Reuss, Adolf von Strümpell, Ernest Finger, Adolf Lorenz, Friedrich Schauta

Heinrich Obersteiner (* 13. November 1847 in Wien; † 19. November 1922 ebenda) war ein österreichischer Neurologe.

## Leben
Nach der 1865 am Wiener Schottengymnasium mit Auszeichnung abgelegten Matura studierte Obersteiner an der Universität Wien bei Josef Hyrtl, Carl von Rokitansky, Josef von Škoda, Theodor Meynert sowie Ernst Wilhelm von Brücke Medizin. 1870 promovierte er zum Dr. med., 1871 zum Dr. chir.
1873 habilitierte er sich als Privatdozent für Physiologie und Pathologie des Gehirnes. Mitte der 1870er-Jahre übernahm er die Leitung der ab 1860 von seinem Vater, Heinrich Obersteiner (1820–1891), und Max Leidesdorf in (Wien-)Oberdöbling, Hirschengasse 47 (später benannt: Krottenbachstraße 4; heute: Obersteinergasse 22) geführten, 1831 von Bruno Görgen gegründeten privaten Heilanstalt für Gemüths- und Nervenkranke, die während des Ersten Weltkriegs, 1917, in eine Heilanstalt für Kopfverletzte und Nervenkranke überging.
1880 wurde Obersteiner an der Universität Wien zum außerordentlichen Professor für Physiologie und Pathologie des Zentralnervensystems ernannt. 1882 gründete er das (internationalen Ruf erlangende) Universitätsinstitut für Anatomie und Physiologie des Zentralnervensystems (heute Klinisches Institut für Neurologie am Medizinischen Universitätscampus Wien), ab 1900 Neurologisches Institut, mit morphologischer Hirnforschung als Schwerpunkt. 1885 wurde er in die Deutsche Akademie der Naturforscher Leopoldina aufgenommen.
1898 erfolgte die Ernennung zum Ordinarius für Physiologie und Pathologie des centralen Nervensystems. 1906 wurde ihm der Titel Hofrat verliehen, 1919 trat er in den Ruhestand.
Obersteiner, Eigentümer der von seinem Vater übernommenen privaten Heilanstalt in Oberdöbling, wohnte mit seiner Familie bis zum Verkauf der Liegenschaft (um 1916) im Anstaltsgebäude, wo er über Jahrzehnte eine zigtausend Bände umfassende, von Fachkollegen zu nutzende Bibliothek aufgebaut hatte (und die er letztwillig dem Institut für Neurologie überließ). Infolge des Ersten Weltkriegs verlor Obersteiner fast sein gesamtes Vermögen. Nach seinem Tode musste die neben der Privatklinik errichtete, kaum bezogene Villa veräußert werden, um der Witwe, Helene († 1941), einer Tochter Leidesdorfs, eine würdigere Existenz zu sichern.
Obersteiner war u. a. 1909 Gründungsmitglied und 1909–15 Mitglied des Schirmherrengremiums (Patronats) der Zeitschrift „Epilepsia“ der Internationale Liga gegen Epilepsie (ILAE). Er verfasste u. a. die erste deutschsprachige Publikation zum Status epilepticus.
Heinrich Obersteiner wurde am 22. November 1922 auf dem Döblinger Friedhof in einem von der Stadt Wien ehrenhalber gewidmeten Grab (Gruppe 6, Nr. 1) zur letzten Ruhe bestattet.
Im Jahr 1938 wurde in Wien-Döbling (19. Bezirk) die Obersteinergasse nach ihm benannt.

## Schriften (Auswahl)
- Die Harnblase und die Ureteren. In: Salomon Stricker: Handbuch der Lehre von den Geweben des Menschen und der Thiere. Band 1. Engelmann, Leipzig 1871, S. 517–521. – Volltext online
- Ueber den Status epilepticus. In: Wiener Medizinische Wochenschrift, Jahrgang 1873, Nr. 23/1873, S. 543/544–547/548. (online bei ANNO).
- Ueber die im Verlaufe der Tabes dorsualis auftretenden psychischen Störungen (Teil 1/2). In: Wiener Medizinische Wochenschrift, Jahrgang 1875, Nr. 29/1875, S. 641/642 f. (online bei ANNO).
  - Ueber die im Verlaufe der Tabes dorsualis auftretenden psychischen Störungen (Teil 2/2). In: Wiener Medizinische Wochenschrift, Jahrgang 1875, Nr. 30/1875, S. 667/668 ff. (online bei ANNO).
- Ein Fall von Grübelsucht. In: Wiener Medizinische Wochenschrift, Jahrgang 1877, Nr. 13/1877, S. 291/292 ff. (online bei ANNO).
- David Ferrier, — (Übers.): Die Functionen des Gehirnes. Vieweg, Braunschweig 1879. – archive.org.
- Die Beziehung der Syphilis zur Dementia paralytica (Teil 1/2). In: Wiener Medizinische Wochenschrift, Jahrgang 1883, Nr. 33/1883, S. 1013/1014 f. (online bei ANNO).
  - Die Beziehung der Syphilis zur Dementia paralytica (Teil 2/2). In: Wiener Medizinische Wochenschrift, Jahrgang 1883, Nr. 34/1883, S. 1037/1038 f. (online bei ANNO).
- Ueber Pruritus hiemalis. In: Wiener Medizinische Wochenschrift, Jahrgang 1884, Nr. 16/1884, S. 461/462 f. (online bei ANNO).
- (Hauptwerk). Anleitung beim Studium des Baues der nervösen Centralorgane im gesunden und kranken Zustande. Toeplitz & Deuticke, Leipzig/Wien 1888. – archive.org.
- Die Bedeutung einiger neuer Untersuchungsmethoden für die Klärung unserer Kenntnisse vom Aufbau des Nervensystems. In: Arbeiten aus dem Institut für Anatomie und Physiologie des Centralnervensystems an der Wiener Universität. Hrsg. von Heinrich Obersteiner. Deuticke, Leipzig/Wien 1892, S. 130–147. – Volltext online
- Die Lehre vom Hypnotismus. Eine kurzgefasste Darstellung. Breitenstein, Leipzig/Wien 1893.
- —, Emil Redlich: Ueber Wesen und Pathogenese der tabischen Hinterstrangsdegeneration (mit Tafel VII und einer Abbildung im Texte). In: Arbeiten aus dem Institut für Anatomie und Physiologie des Centralnervensystems an der Wiener Universität. Hrsg. von Heinrich Obersteiner. Deuticke, Leipzig/Wien 1894, S. 158–172. – Volltext online
- Ueber vergleichende pathologisch-anatomische Untersuchungen des Nervensystems. In: Arbeiten aus dem Institut für Anatomie und Physiologie des Centralnervensystems an der Wiener Universität. Hrsg. von Heinrich Obersteiner. Deuticke, Leipzig/Wien 1894, S. 171–179. – Volltext online
- Ueber die Fortschritte in der Erkenntnis der Rückenmarkskrankheiten. In: Wiener Medizinische Wochenschrift, Jahrgang 1896, Nr. 8/1896, S. 305/305 ff. (online bei ANNO).
- Die Variationen in der Lagerung der Pyramidenbahnen. Mit fünf Abbildungen im Text. In: Arbeiten aus dem Institut für Anatomie und Physiologie des Centralnervensystems an der Wiener Universität. Hrsg. von Heinrich Obersteiner. IX. Heft. Deuticke, Leipzig/Wien 1902, S. 417–427. – Volltext online
- Zur vergleichenden Psychologie der verschiedenen Sinnesqualitäten. Grenzfragen des Nerven- und Seelenlebens, Band 37, ZDB-ID 534618-6. Bergmann, Wiesbaden 1905. – archive.org.
- Emil Redlich, —: Die Krankheiten des Rückenmarks. In: Wilhelm Ebstein (Red.), Julius Schwalbe: Handbuch der praktischen Medicin. Enke, Stuttgart 1906.
- Richard von Krafft-Ebing, —: Die progressive allgemeine Paralyse. Zweite Auflage. Auf Grund der Darstellung von weiland R. v. Krafft-Ebing neu bearbeitet von —. S. n., Wien/Leipzig 1908.
- Makroskopische Untersuchung des Zentralnervensystems. In: Emil Abderhalden (Hrsg.): Handbuch der biologischen Arbeitsmethoden. Abteilung 8, Teil 1: Theodor Fahr: Methoden der experimentellen Morphologie. Urban & Schwarzenberg, Berlin/Wien 1924.